# Араї Юкан
Ара́ї Ю́кан (яп. 新井有貫, あらいゆうかん; 24 грудня 1864 — 1 грудня 1909) — японський військовий, офіцер Імперського флоту Японії, віцеадмірал.

## Короткі відомості
Народився 24 грудня 1864 року в районі Аояма міста Едо.
1871 року поступив на службу в Бюро флоту при Міністерстві війни. 1890 року був призначений командиром крейсерського броненосця «Тійода» і відправлений на ньому на стажування до Великої Британії.
Брав участь у японсько-китайській війні 1894–1895 років. Відзначився у битвах на Жовтому морі, в яких командував броненосцем «Фусо». 1898 року нагороджений званням контр-адмірала.
Під час російсько-японської війни 1904–1905 років підняв затоплений росіянами в гавані Ічхона крейсер «Варяг». По закінченню війни отримав звання віцеадмірала.
Помер у 61-річному віці 1 грудня 1909 року.